# Ahoskie

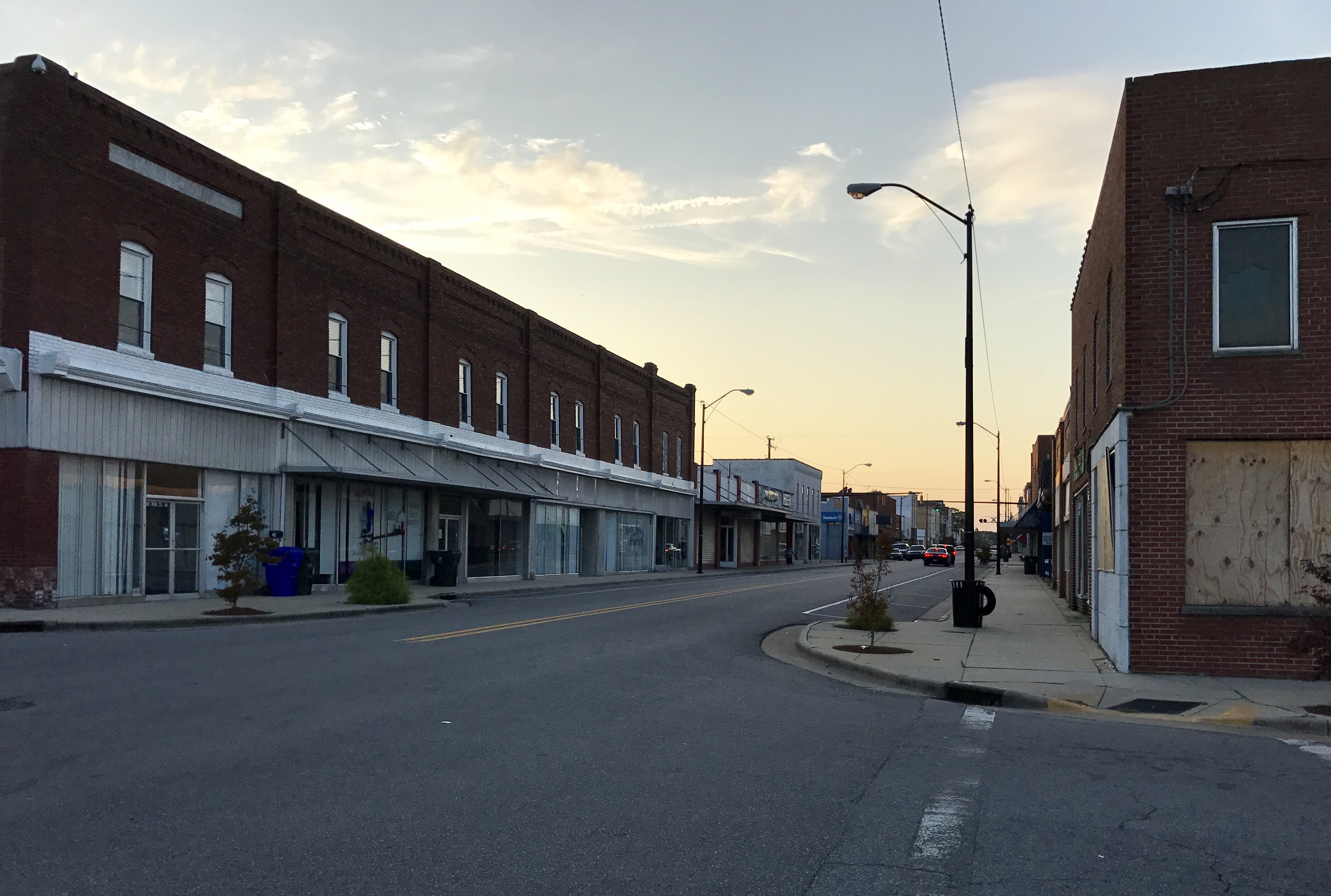
Vue vers le bas de la rue Main à Ahoskie, face à l'ouest

Ahoskie (en anglais [əˈhɒski]) est une ville située dans le comté de Hertford, dans l’État de Caroline du Nord, aux États-Unis. Sa population s’élevait à 5 039 habitants lors du recensement de 2010, estimée à 4 980 habitants en 2016.

## Démographie
| 1900 | 1910 | 1920  | 1930  | 1940  | 1950  |
| ---- | ---- | ----- | ----- | ----- | ----- |
| 302  | 924  | 1 429 | 1 940 | 2 313 | 3 579 |

| 1960  | 1970  | 1980  | 1990  | 2000  | 2010  |
| ----- | ----- | ----- | ----- | ----- | ----- |
| 4 583 | 5 105 | 4 887 | 4 391 | 4 523 | 5 039 |

## Source de la traduction
- (en) Cet article est partiellement ou en totalité issu de l’article de Wikipédia en anglais intitulé « Ahoskie, North Carolina » (voir la liste des auteurs).

1. ↑  (en) « Statistiques des États-Unis - List of municipalities in North Carolina - Profils des communautés de 2010 » (consulté en novembre 2020)